# Антипов, Михаил Александрович
Михаил Александрович Антипов (род. 10 июня 1997, Москва) — российский и американский шахматист, гроссмейстер (2013). В 15 лет Михаилу было присвоено звание мастера спорта России. В 16 лет стал самым молодым гроссмейстером в России. Член сборной России по шахматам. Неоднократный победитель и призёр российских и международных шахматных турниров. Учится в университете Миссури по специальности MBA.
В феврале 2016 года по результатам голосования выиграл конкурс Юниор Года по версии журнала «Юнионспорт» с результатом 18192 голоса.

## Спортивные результаты
- Бронзовый призёр командного чемпионата Испании (2014).
- Чемпион мира по шахматам среди юниоров (2015)[3].
- Двукратный победитель открытого чемпионата Швейцарии по быстрым шахматам в рамках Бильского шахматного фестиваля (2018[6], 2019[7]).
- Серебряный призёр международного турнира «Longtou Cup the Belt and Road Chess Open» (2018[8]) .
- Бронзовый призёр чемпионата Европы среди клубных команд (2018)[9]
- Бронзовый призёр чемпионата России среди клубных команд. Премьер лига (2018)[10]
- Победитель международного турнира Netanya International Chess Festival (2019).[11]
- Победитель чемпионата Москвы по шахматам (2020).[12]
- Серебряный призёр высшей Лиги чемпионата России по шахматам среди мужчин (2020)[13]
- 3 место в чемпионате Москвы по блицу (2020) [14]
- 2 место в чемпионате Мира по рапиду среди студентов (2021)  [15]
- 1 место в чемпионате Мира по блицу среди студенческих команд (2021) [16]
- 3 место в командном чемпионате Хорватии (2021) [17]

## Изменения рейтинга
| График не отображается по техническим причинам. Чтобы исправить это, воспроизведите график в новом формате, если это возможно. |